# هم (شامپانزه)
هم (به انگلیسی: Ham، ژوئیه ۱۹۵۷ – ۱۹ ژانویه ۱۹۸۳)، شامپانزه‌ای که با نام‌های هم شامپانزه و هم شامپانزه اخترشناس نیز شناخته می‌شود، اولین انسانیانی بود که به فضا رفت. در ۳۱ ژانویه ۱۹۶۱، هم در مأموریت مرکوری-ردستون ۲، بخشی از برنامه فضایی مرکوری ایالات متحده، یک پرواز زیر مداری انجام داد.
هم قبل از بازگشت ایمن به زمین، با نام «شماره ۶۵» شناخته می‌شد، نام او از مخفف آزمایشگاهی که او را برای مأموریت تاریخی‌اش آماده کرده بود، گرفته شد - مرکز پزشکی هوافضای هالومن، واقع در پایگاه نیروی هوایی هالومن در نیومکزیکو، جنوب غربی آلاموگوردو. نام او همچنین به افتخار فرمانده آزمایشگاه پزشکی هوافضای هالومن، سرهنگ دوم همیلتون «هم» بلکشیر، انتخاب شده بود.

## اوایل زندگی
هم در ژوئیه ۱۹۵۷ در کامرون فرانسوی متولد شد، توسط شکارچیان حیوانات دستگیر و به مزرعه پرندگان نادر در میامی فرستاده شد. او توسط نیروی هوایی ایالات متحده خریداری و در ژوئیه ۱۹۵۹ به پایگاه نیروی هوایی هالومن منتقل شد. هم به قیمت ۴۵۷ دلار به نیروی هوایی ایالات متحده فروخته شد.
در ابتدا ۴۰ نامزد برای سفر به فضا در هالومن وجود داشت. پس‌از ارزیابی، تعداد نامزدها به ۱۸ و سپس به شش نفر، ازجمله هم، کاهش یافت.: 245–246 هم قبل از پروازش با نام شماره ۶۵ شناخته می‌شد، و پس‌از بازگشت موفقیت‌آمیزش به زمین به «هم» تغییر نام داد. بنا به گزارش‌ها، این تغییر نام به‌دلیل بود که مقامات نمی‌خواستند درصورت شکست مأموریت، خبر بدی مبنی‌بر مرگ یک شامپانزه «با نام» منتشر شود. در میان مربیانش، او با نام «چاپ چاپ چانگ» شناخته می‌شد.

## آموزش و مأموریت

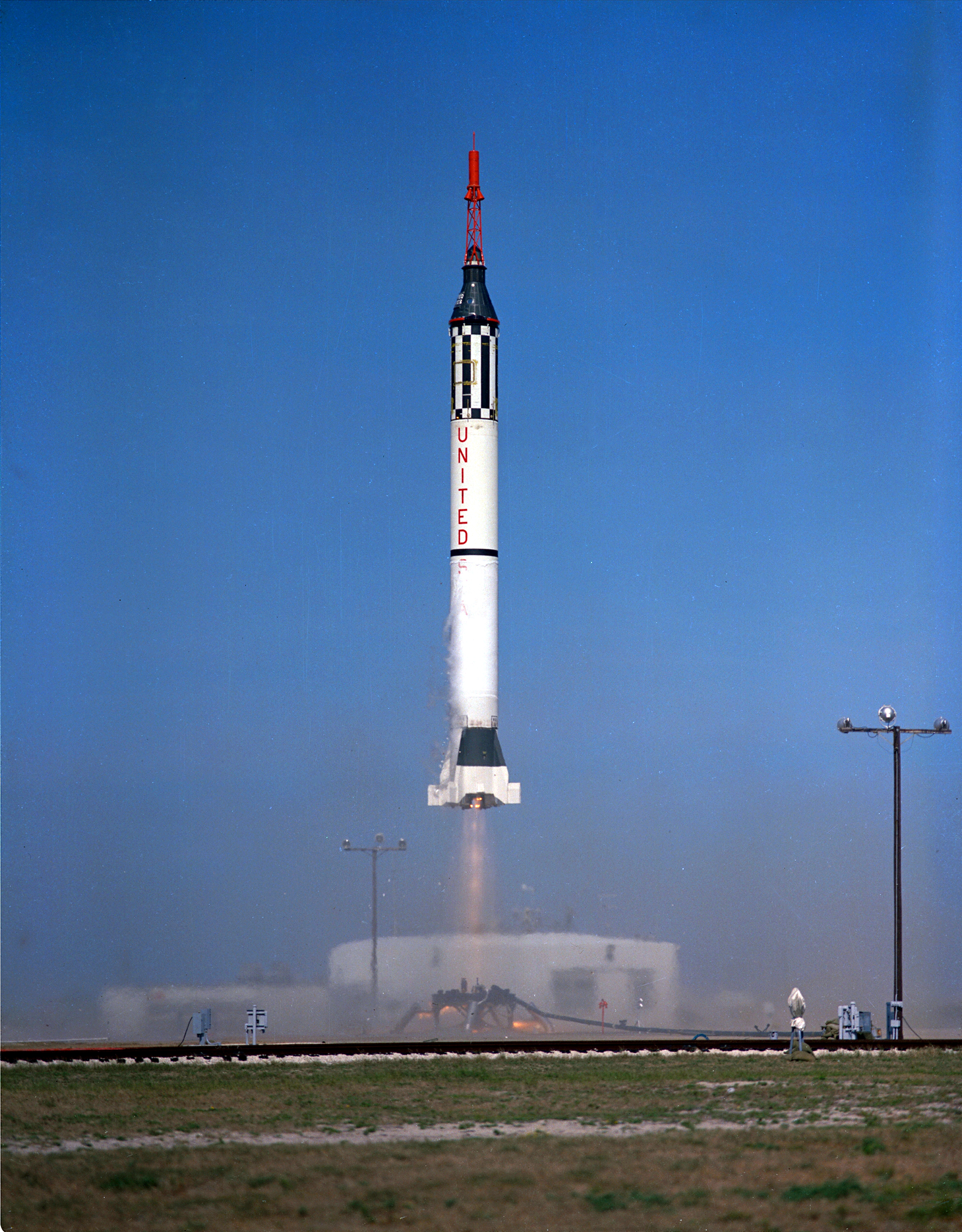
لحظه آغاز مأموریت هم، ۳۱ ژانویه ۱۹۶۱

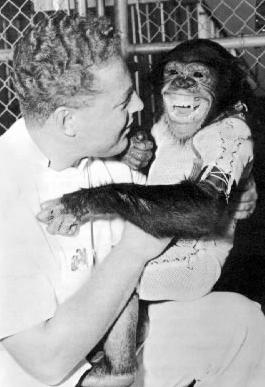
هم و مربی‌اش، جوزف وی. بردی

از ژوئیه ۱۹۵۹، این شامپانزه دو ساله تحت هدایت جوزف وی. بردی، متخصص علوم اعصاب، در آزمایشگاه میدانی پزشکی-هالومن در پایگاه نیروی هوایی هالومن، برای انجام وظایف ساده و زمان‌بندی‌شده در پاسخ به نورها و صداهای الکتریکی آموزش دید. در طول آموزش‌های قبل‌از پرواز، به هم آموزش داده شد که ظرف پنج ثانیه پس‌از دیدن نور آبی چشمک‌زن، اهرمی را فشار دهد. عدم انجام این کار منجر به اعمال شوک الکتریکی سبک به کف پاهایش می‌شد، درحالی که پاسخ صحیح برای او یک تکه موز به ارمغان می‌آورد.: 312  هم در یک دوره ۱۵ ماهه به مدت ۲۱۹ ساعت آموزش دید.: 21 
اگرچه هم اولین انسانیان بود، اما اولین حیوانی نبود که به فضا رفت؛ انواع دیگری از حیوانات، ازجمله نخستی‌سانان، قبل‌از او جو زمین را ترک کرده بودند. بااین‌حال، هیچ‌یک از این حیوانات نمی‌توانستند بینش قابل توجهی را که هم می‌توانست ارائه دهد، ارائه دهند. یکی از دلایلی که شامپانزه برای این مأموریت انتخاب شد، شباهت‌های فراوان آنها به انسان بود. برخی از شباهت‌های آنها عبارتند از: قرارگیری اندام مشابه در داخل بدن و داشتن زمان پاسخ به محرکی که بسیار شبیه به انسان بود (فقط چند دسی‌ثانیه کندتر). ازطریق مشاهدات هم، دانشمندان درک بهتری از امکان ارسال انسان به فضا به‌دست آوردند.

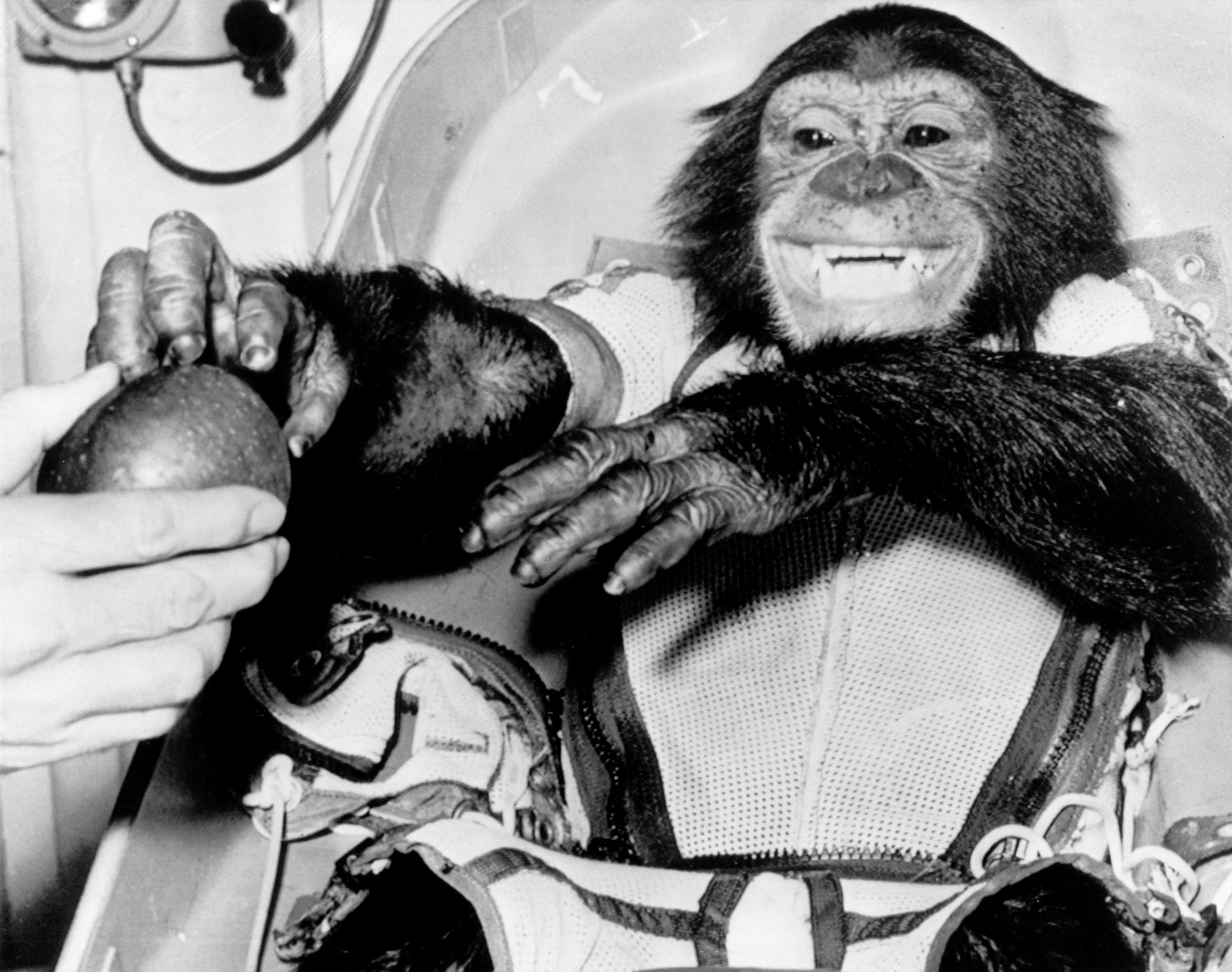
هم پس‌از بازگشت موفقیت‌آمیزش از اقیانوس اطلس، یک سیب دریافت می‌کند.

در ۳۱ ژانویه ۱۹۶۱، هم در یک مأموریت پروژه مرکوری با نام MR-2 قرار گرفت و از پایگاه نیروی هوایی کیپ کاناورال، در یک پرواز زیرمداری پرتاب شد.: ۳۱۴–۳۱۵  براساس رویش دندان‌ها، هم در زمان پرواز ۴۴ ماهه بود.: ۲۱ 
تعدادی حسگر فیزیولوژیکی برای نظارت بر علائم حیاتی (نوار قلب، تنفس و دمای بدن) هم استفاده شد.: ۲۵ به‌جای پروب مورد استفاده در فضانوردان انسانی مرکوری، از یک پروب ترمیستور رکتوم تجاری استفاده شد.: ۲۷ پروب تا عمق ۲۰ سانتی‌متر وارد رکتوم هم شد.: ۲۷ حسگرهای فیزیولوژیکی حدود ۱۰ ساعت قبل از پرتاب روی هم قرار داده شدند.: ۹ توانایی هم برای انجام وظایف در طول پرواز توسط دستگاه روان‌حرکتی ارزیابی شد.: ۱۵ این دستگاه به هم یک نشانه بصری به شکل نورهای رنگی می‌داد و از دو اهرم پاسخ می‌خواست؛ اگر در کارش موفق می‌شد، نوشیدنی و غذا جایزه می‌گرفت؛ درصورت شکست، شوک الکتریکی سبکی به کف پاهایش وارد می‌شد.: ۱۵–۱۶ 
به‌دلیل نقص در سوپاپ، موشک ردستون نیروی رانشی بالاتر از حد انتظار ایجاد کرد. این ناهنجاری باعث فعال شدن موشک فرار اضطراری شد و هم را در معرض شتاب ۱۷ g قرار داد. جدا شدن موشک فرار مصرف‌شده همچنین باعث شد که مجموعه موشک‌های رترو زودتر از موعد جدا شوند. نبود موشک رترو باعث شد که کپسول با سرعت بیش‌از حد وارد جو شود. هم در حین ورود مجدد تحت فشار 14.7 g قرار گرفت. کپسول هم در اقیانوس اطلس سقوط کرد و بعداً در همان روز توسط ناو آمریکایی دانر بازیابی شد.: ۳۱۶  کپسول در حین فرود آسیب دید و در عمق بیشتری از آب نسبت به آنچه طراحی شده بود، فرورفت.
معاینه پس از پرواز، خراش کوچکی روی پل بینی هم نشان داد؛ او همچنین دچار کم‌آبی بدن شده و ۵٫۳۷٪ از وزن بدن خود را از دست داده بود؛ هرچند به‌طور کلی وضعیت جسمی خوبی داشت.: ۲۹ پروازش ۱۶ دقیقه و ۳۹ ثانیه طول کشید. وقتی خبرنگاران به او نزدیک می‌شدند، آشفته می‌شد و وقتی مربی‌اش سعی می‌کرد او را برای عکس گرفتن در کپسول قرار دهد، وحشت می‌کرد.: ۳۱۶, ۵۷۶ 
عملکرد هم در فشار دادن اهرم در فضا تنها کسری از ثانیه کندتر از زمین بود، که نشان می‌دهد کارها را می‌توان در فضا انجام داد.: ۳۱۶  از دو شوکی که هم در حین پرواز دریافت کرد، یکی اندکی پس‌از پرتاب به‌دلیل خطایی در دستگاه آزمایش بود؛ دیگری به‌دلیل عدم واکنش پس‌از تجربه کاهش سرعت ۱۴ جی در هنگام ورود مجدد به جو.: ۲۲–۲۳  نتایج پرواز آزمایشی او مستقیماً به پرواز زیرمداری آلن شپرد در ۵ مه ۱۹۶۱ با فضاپیمای فریدوم ۷ منجر شد.

## پس‌از مأموریت

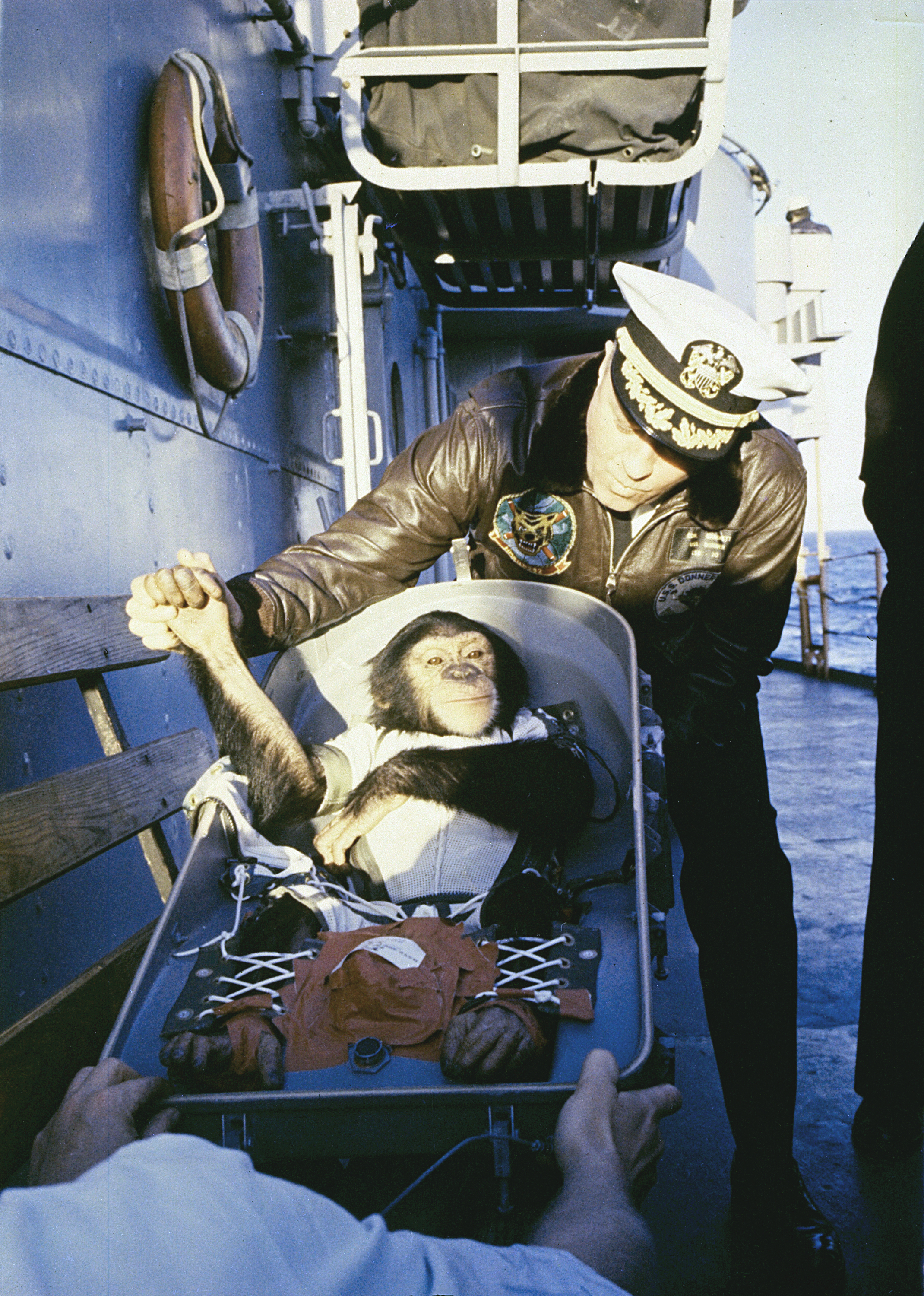
هم پس‌از پروازش توسط فرمانده کشتی بازیابی مورد استقبال قرار می‌گیرد.

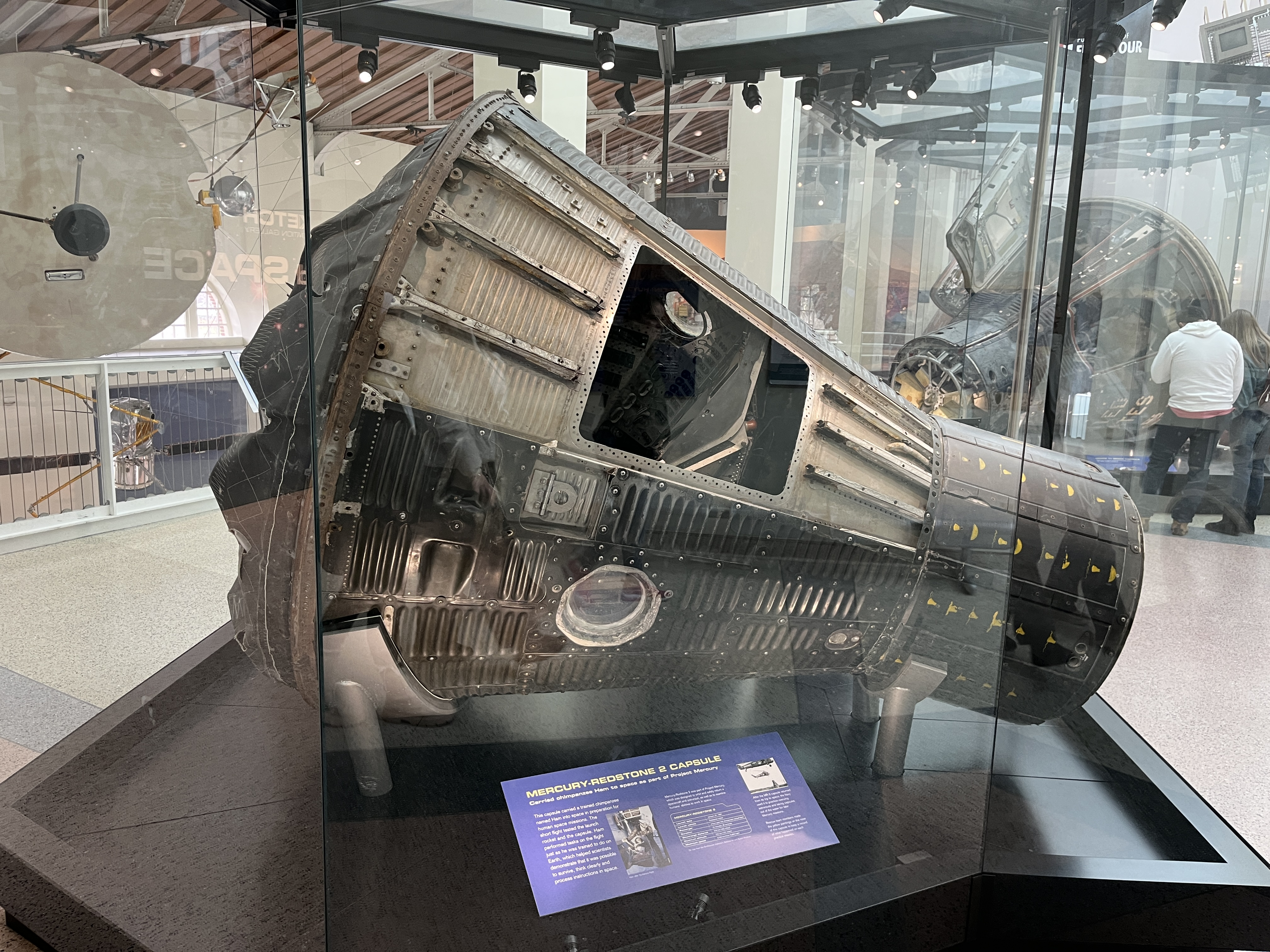
کپسول مرکوری-ردستون ۲ که هم را به فضا برد، در مرکز علوم کالیفرنیا در لس آنجلس، کالیفرنیا به نمایش گذاشته شده است.

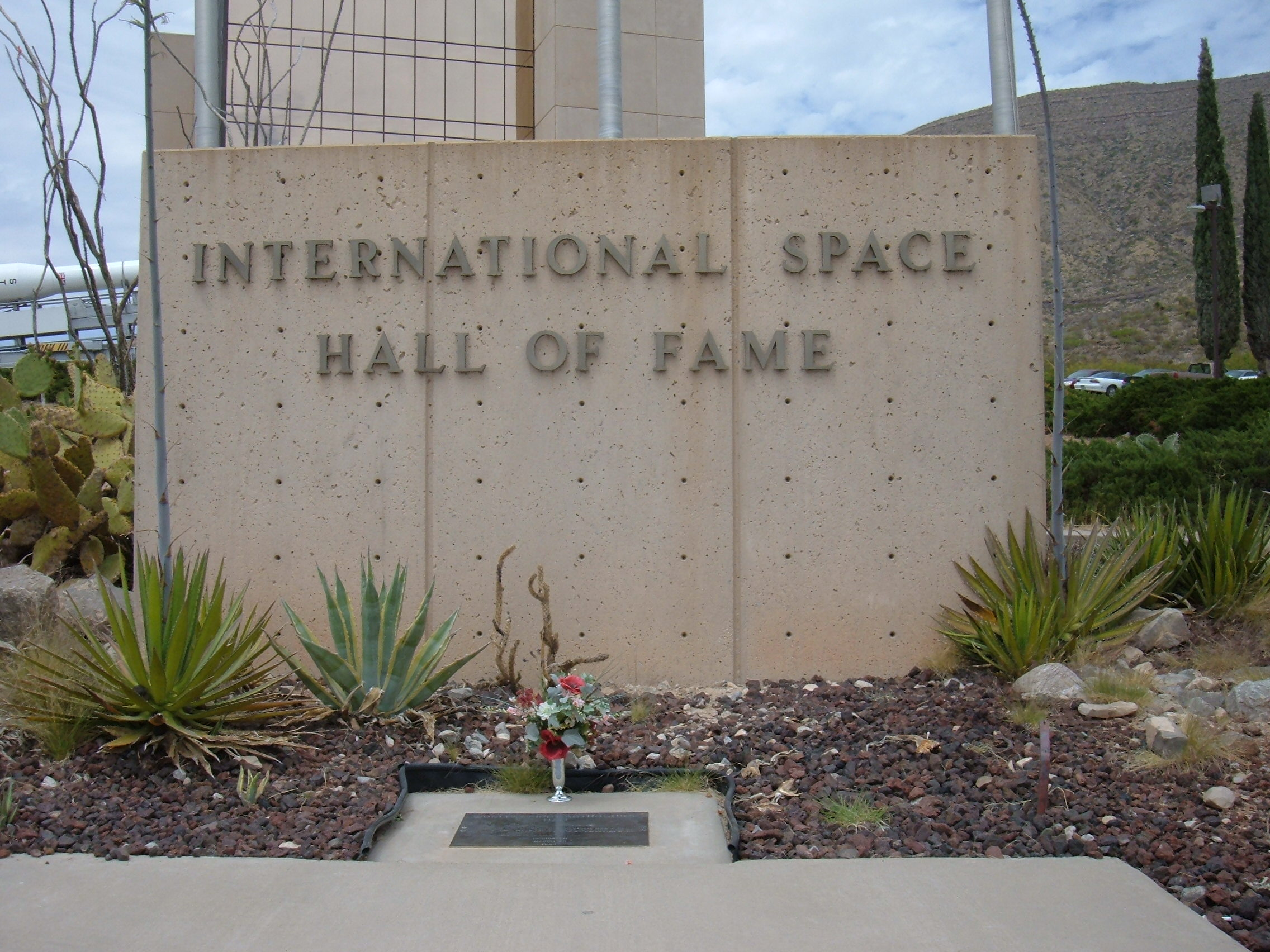
قبر هم در موزه تاریخ فضایی نیومکزیکو در الماگوردو، نیومکزیکو

هم در سال ۱۹۶۳ از سازمان ملی هوانوردی و فضایی (ناسا) بازنشسته شد. در ۵ آوریل ۱۹۶۳، هم به باغ‌وحش ملی در واشینگتن دی‌سی منتقل شد و ۱۷ سال در آنجا زندگی کرد.: 255–257  و پس‌از آن در ۲۵ سپتامبر ۱۹۸۰ به گروه کوچکی از شامپانزه‌ها در باغ‌وحش کارولینای شمالی پیوست.
هم از بیماری مزمن قلب و کبد رنج می‌برد. و در ۱۹ ژانویه ۱۹۸۳، در سن ۲۵ سالگی، درگذشت. پس‌از مرگش، جسد هم برای کالبدشکافی به مؤسسه آسیب‌شناسی نیروهای مسلح تحویل داده شد. پس‌از کالبدشکافی، قرار بود او تاکسیدرمی شده و در موسسه اسمیتسونین به نمایش گذاشته شود، همان‌طور که شوروی سگ‌های فضایی پیشگام بلکا و استرلکا را به نمایش گذاشت. بااین‌حال، این طرح پس‌از واکنش منفی عمومی کنار گذاشته شد. اسکلت هم در مجموعه موزه ملی بهداشت و پزشکی، سیلور اسپرینگ، مریلند، نگهداری می‌شود و بقیه بقایای هم نیز در تالار مشاهیر فضایی بین‌المللی در الماگوردو، نیومکزیکو به خاک سپرده شد. سرهنگ جان استپ در مراسم یادبود، در مدح او متنی خواند.
مینی، شامپانزه پشتیبان هم، تنها شامپانزه ماده‌ای بود که برای برنامه مرکوری آموزش دیده بود. پس‌از پایان نقش او در برنامه مرکوری، مینی بخشی از یک برنامه پرورش شامپانزه نیروی هوایی شد و نه فرزند به دنیا آورد و به بزرگ کردن فرزندان چندین عضو دیگر کلونی شامپانزه کمک کرد.: 258–259  او آخرین شامپانزه اخترشناس بازمانده بود و در ۱۴ مارس ۱۹۹۸ در سن ۴۱ سالگی درگذشت.: 259